# Constellation (revue)
Pour les articles homonymes, voir Constellation (homonymie).
Constellation est une revue mensuelle française publiée de 1948 à 1970.

## Historique
La revue Constellation est fondée en 1948 par André Labarthe, Stanislas Szymanczyk en est le rédacteur en chef et Martha Lecoutre en assure la gestion.
Constellation se présente à ses débuts comme une revue de vulgarisation scientifique destinée à concurrencer le Reader's Digest.
L'important succès que rencontre la revue dès ses premiers numéros fait soupçonner à certains auteurs récents un soutien financier de pays soviétiques ou un soutien du Ministère de l'Information français de l'époque.
Dans les années 1960, la revue prend un tour plus généraliste. En 1967, elle est reprise par les Éditions Rencontre, puis fusionne en février 1971 avec Lectures pour tous.

## Tirage
Dès ses débuts, Constellation se vend à environ 100 000 exemplaires. Au milieu des années 1950, la revue connaît son plus fort succès avec près de 600 000 exemplaires, avant de redescendre jusqu'à 220 000 exemplaires en septembre 1969.

## Collaborateurs
- Jacques Bergier
- Ninon Vian (sœur de Boris Vian), secrétaire[4].